# Mổ lông
Hiện tượng mổ lông (Feather pecking) hay còn gọi là mổ nhau là một vấn đề về hành vi xảy ra thường xuyên nhất là ở những con gà mái nhà được nuôi để lấy trứng, mặc dù nó xảy ra ở các gia cầm khác như gà lôi nhà, gà tây nhà, vịt, gà thịt và đôi khi được nhìn thấy ở đà điểu nuôi, nó thường gặp khi chăn nuôi gà cả công nghiệp lẫn chăn nuôi bán công nghiệp, khi diện tích chăn nuôi ngày càng thu hẹp chăn nuôi công nghiệp với mật độ cao. Việc mổ lông diễn ra khi một con gia cầm liên tục mổ vào lông của con khác. Các mức độ nghiêm trọng có thể được công nhận là nhẹ và nặng.
Việc mổ lông nhẹ nhàng được coi là một hành vi thăm dò bình thường (tính tò mò) trong đó lông của con bị mổ hầu như không bị xáo trộn và do đó không có vấn đề gì. Tuy nhiên, trong trường hợp mổ lông nghiêm trọng, lông của con nạn nhân bị giựt, bứt, vặt lông nhau. Điều này gây đau đớn cho nạn nhân và có thể dẫn đến vết thương da hoặc chảy máu, do đó có thể dẫn đến ăn thịt nhau và tử vong. Việc mổ lông là một trong những vấn đề lớn mà ngành nuôi gà công nghiệp hướng trứng phải đối mặt. Giảm thiểu việc vặt lông mà không cần cắt mỏ là một mục tiêu quan trọng của ngành chăn nuôi gia cầm.

## Tổng quan
Hiện tượng gà cắn mổ nhau là hiện tượng người chăn nuôi thường gặp. Hiện tượng cắn mổ nhau nếu không được phát hiện sớm và khống chế ngay từ đầu thì sau đó rất khó kiểm soát và người nuôi phải trả giá đắt vì gà chậm lớn, tỷ lệ chết cao, hao hụt lớn, phẩm chất thịt kém, mẫu mã gà xấu khó được thị trường chấp nhận. Nguyên nhân xảy ra hiện tượng gà cắn mổ nhau
- Cắn mổ lông nhau được xác định do ba nguyên nhân chính là do di truyền, tập tính; do các yếu tố về môi trường và quản lý và do chăm sóc nuôi dưỡng. Rất khó xác định nguyên nhân nào là chủ yếu, sau đây là những nguyên nhân đã được tổng kết:
- Mật độ đàn lớn: Hiện tượng cắn mổ nhau thường xảy ra ở đàn có mật độ lớn, thực tế đã cho thấy mật độ nuôi càng lớn tỷ lệ cắn mổ nhau càng nhiều, tỷ lệ nuôi hợp lý để đàn gà phát triển tốt từ 7–9 con/m2. Chuồng nuôi và không gian chuồng chật chội, hạn chế tập quán bới tìm và làm tổ gây hiện tượng cắn mổ nhau.
- Nhiệt độ quá nóng: Cắn mổ nhau cực kỳ nhạy cảm với nhiệt độ chuồng quá nóng. Thời tiết hay nhiệt độ chuồng nuôi quá nóng gà càng bức bối và trở lên hung giữ hơn vì vậy cần đảm bảo chuồng nuôi thông thoáng và nhiệt độ thích hợp cho gà sinh trưởng
- Quá sáng, cường độ chiếu sáng quá mạnh: Ánh sáng rất cần thiết trong chuồng nuôi tuy nhiên  ánh sáng quá mạnh và kéo dài sẽ làm gà căng thẳng hơn, kích thích hiện tượng cắn mổ nhau.
- Thức ăn và nước uống: thiếu thức ăn và nước uống hay thiếu không gian của máng ăn và máng uống, trong tình trạng này gà phải đánh nhau để tranh giành thức ăn và nước uống, những con yếu dễ bị thương tích; máu và vết thương là yếu tố kích thích sự bùng nổ hiện tượng cắn mổ nhau ở cả đàn.
- Khẩu phần mất cân bằng: Có thể giàu năng lượng, thấp xơ, có thể thiếu protein, mất cân đối amino acid và thiếu một số chất dinh dưỡng khác như vitamin, chất khoáng, các nguyên tố vi lượng.
- Trộn lẫn gà có tuổi khác nhau hay có những đặc điểm ngoại hình khác nhau vào chung một đàn, những đặc điểm này kích thích tính tò mò của gà, dẫn đến gà mổ cắn nhau.
- Trong đàn có những con gà què, bị tàn tật hay thương tích, những con gà này vừa là nạn nhân vừa là nhân tố kích thích sự mổ cắn nhau.
- Gà có tính dữ: nhưng không cắt mỏ cho gà. Giống gà đẻ thường mổ nhau hơn giống gà thịt.

## Giải pháp
Căn cứ vào các nguyên nhân trên, các biện pháp ngăn ngừa sự bùng nổ của hiện tượng cắn mổ nhau được khuyến cáo như sau:
- Cần chú ý điều chỉnh mật độ chăn nuôi gà phù hợp, đảm bảo chuồng trại chăn nuôi gà phải thông thoáng, hạn chế ánh nắng trực tiếp chiếu vào trong trại gà quá lâu và trong những thời điểm nắng quá gay gắt, nhiệt độ ngoài trời nắng nóng.
- Kiểm tra chất lượng thức ăn thường xuyên, đảm bảo cung cấp đủ dưỡng chất cho đàn gà, nhất là trong giai đoạn mọc lông của đàn gà, khi gà hậu bị đang thay lông và giai đoạn gà đẻ trứng cho năng suất cao.
- Cần cung cấp đầy đủ nước uống sạch sẽ cho đàn gà, tốt nhất nên cắt mỏ gà đẻ nuôi công nghiệp trước thời gian đẻ từ 2 tới 3 tháng để đảm bảo đàn gà luôn khỏe mạnh và không xảy ra hiện tượng cắn mổ nhau.
- Gia cầm bị hấp dẫn bởi máu và vết thương, do vậy cần nhanh chóng loại bỏ khỏi đàn những con bị thương. Hàng rào của chuồng nuôi không được có các vật sắc nhọn làm rụng lông, rách da hay gây các thương tích khác.
- Cắt mỏ là biện pháp phổ biến để ngăn ngừa hiện tượng cắn mổ nhau ở gà. Cắt mỏ cần được thực hiện bởi những kỹ thuật viên có tay nghề, nên dùng dao nhiệt để tránh chảy máu hoặc dùng máy cắt tự động.